# Acrocininos
Acrocininos (Acrocinini) é uma tribo de insetos coleópteros cerambicídeos da subfamília Lamiinae, classificada por William John Swainson em 1840; compreendendo a espécie do gênero monotípico Acrocinusː Acrocinus longimanus, o besouro arlequim, quatro espécies do gênero Macropophora e mais de cem espécies do gênero Oreodera distribuídas pela América e principalmente região neotropical.

## Sistemática
- Ordem Coleoptera
  - Subordem Polyphaga
    - Infraordem Cucujiformia
      - Superfamília Chrysomeloidea
        - Família Cerambycidae
          - Subfamília Lamiinae
            - Tribo Acrocinini Swainson, 1840[2]
              - Gênero Acrocinus Illiger, 1806[3]
              - Gênero Macropophora Thomson, 1864[4]
              - Gênero Oreodera Audinet-Serville, 1835[5]